# Anosia cratippus
Anosia cratippus är en fjärilsart som beskrevs av Felder 1860. Anosia cratippus ingår i släktet Anosia och familjen praktfjärilar. Inga underarter finns listade i Catalogue of Life.